# Apokryphenstreit
Der Apokryphenstreit war eine in den Jahren 1825 bis 1827 um den korrekten Druck von Bibeln geführte Auseinandersetzung zwischen strengen Anglikanern und Reformierten der britischen Insel einerseits und kontinentalen Lutheranern andererseits, der zur Abspaltung der Bibelgesellschaften in England von ihren kontinentalen Schwestergesellschaften führte.
Die Frage, ob die Apokryphen würdig seien, mit den kanonischen Schriften gedruckt und verbreitet zu werden, wie dies in Deutschland aufgrund der Einschätzung Luthers verlangt und bis heute geübt wird, wurde in England meist verneint. Nach langen Verhandlungen ließ die British and Foreign Bible Society (BFBS) die Apokryphen weg und entzog den Gesellschaften, welche die Apokryphen verbreiteten, ihre Unterstützung, während die Bibelgesellschaften auf dem Kontinent sich von der britischen ablösten.

## Hintergrund und Vorgeschichte
Im ältesten Sprachgebrauch verstand man unter Apokryphen Schriften der Häretiker im Gegensatz zu denen der Katholiken; die damit verbundene ausschließlich negative Konnotation des Begriffs wich jedoch einer neutralen, seit Hieronymus ihn neu definierte. Für ihn waren Apokryphen diejenigen (zum offiziellen Kanon zählenden) Bücher des griechischen Alten Testaments (Septuaginta) und der daraus hervorgegangenen Übersetzungen, die nicht in der Hebräischen Bibel (Tanach) stehen. Vor Hieronymus hatte man diese Schriften „kirchliche Vorlesebücher“ genannt; auf diese Tradition zurückgehend, trägt das Buch Jesus Sirach bis heute in der lateinischen Kirche den Namen „Ecclesiasticus“, d. h. das kirchliche Buch.
Zu den Apokryphen des Alten Testaments gehören: die drei Bücher der Makkabäer (von denen Luther nur die zwei ersten übersetzt hat), das Buch Judith, das Buch Tobias, das Buch Jesus Sirach (mit der von Luther gleichfalls nicht übersetzten Vorrede), das Buch der Weisheit Salomos, das Buch Baruch, der Brief des Jeremia (bei Luther das 6. Kapitel des Buches Baruch), das sogenannte dritte Buch Esra (auch Esra I, von Luther nicht übersetzt, eine Erweiterung einer griechischen Übersetzung des kanonischen Esrabuches) sowie einige spätere Zusätze zu den Büchern Daniel und Esther.
Alle diese Schriften fanden in den hebräischen Kanon der palästinensischen Juden keine Aufnahme, teils weil sie sich von vornherein hierzu wegen ihrer Abfassung in griechischer Sprache nicht eigneten, teils weil ihr junger Ursprung bekannt war. So ist das ursprünglich hebräische Spruchbuch des Jesus Sirach nicht aufgenommen, weil es unter dem Namen seines Verfassers umlief, wohl aber die jüngere Danielapokalypse, weil sie sich auf einen berühmten Namen zurückführt.
Da die christliche Kirche das Alte Testament in der Form der griechisch-alexandrinischen Bibel übernommen hatte, benutzten die ältesten kirchlichen Schriftsteller diese Apokryphen ebenso wie die kanonischen Bücher des Alten Testaments als heilige Schriften. Unsicherheit entstand über ihre dogmatische Bedeutung erst, als man sich dessen bewusst wurde, dass sie im palästinisch-hebräischen Kanon fehlen.
In der griechisch-morgenländischen Kirche werden sie schon im 3. Jahrhundert als zum Lesen nützliche kirchliche Vorlesebücher bezeichnet. Ähnlich urteilten im Abendland noch Rufin und Hieronymus (Ende des 4. und Anfang des 5. Jahrhunderts), wogegen sich die afrikanische Kirche auf der Synode von Hippo (393) für die Aufnahme der Apokryphen in den alttestamentlichen Kanon entschied. Diese Entscheidung fand allmählich auch im übrigen Abendland Nachahmung, doch schwankt das Urteil das ganze Mittelalter hindurch.
Erst das Konzil von Trient hat in seiner vierten Session am 8. April 1546 die Gleichstellung der in der lateinischen Kirchenbibel (der sogenannten Vulgata) enthaltenen Apokryphen (außer dem 3. und 4. Esrabuch) mit den übrigen Schriften des Alten Testaments ausgesprochen. 1672 entschied sich auch die griechische Kirche bei der Synode für die Auffassung einer göttlichen Inspiration der Apokryphen.
Dagegen achtete Luther, obwohl er die Apokryphen mit wenigen Ausnahmen ins Deutsche übersetzte und als Anhang zum Alten Testament herausgab, diese für Bücher, „so der Heiligen Schrift nicht gleichzuhalten und doch nützlich und gut zu lesen sind“. Diese Auffassung setzte sich in der Folgezeit in der gesamten protestantischen Welt durch, deren Bibelkanon damit bis heute kleiner ist als der der Katholischen Kirche.

## Anlass und Verlauf
Papst Leo XII. verurteilte 1824 die protestantische Initiative, Bibeln frei und weiträumig zu verteilen, in seiner Enzyklika Ubi primum. Das löste 1825/26 den „Apokryphenstreit“ in der protestantischen Bewegung aus. Mit Hinweis darauf, dass die Apokryphen weiterhin zum Kanon der katholischen Bibeln zählten (und bis heute zählen), bezeichneten radikale Kreise innerhalb der Kirche von England nunmehr alle Bibelausgaben, welche die Apokryphen enthielten, als „katholisch“. Dabei spielte es keine Rolle, ob die Bibeln – wie etwa im Luthertext – eine Klarstellung bezüglich der Nichtzugehörigkeit zum Kanon enthielten oder nicht. Immer vehementer wurde gefordert, die Apokryphen beim Druck von Bibeln nicht mehr zu berücksichtigen.

„Die totale Ablehnung der Apokryphen stammte aus der schottisch-puritanischen Tradition. Schon 1648 hatte die Westminster Confession bezüglich der alttestamentlichen Apokryphen erklärt: „... of no authority in the Church of God, nor to be otherwise approved, or made use of, than other human writings“ – [sie seien] „ohne Autorität in der Kirche Gottes, auch nicht anders anerkannt oder gebraucht als andere menschliche Schriften“. Aus dieser Tradition kamen nun zum großen Teil nicht nur die Gründer, sondern auch die Geldgeber der BFBS. Es waren einerseits die Dissenters, die Nonconformists, andererseits aber auch vor allem jene Kreise der Church of England, die wir als Evangelikale bezeichnen würden.“

Insbesondere die Reformierten betonten den Unterschied zwischen den kanonischen und den apokryphen biblischen Schriften streng, und die Frage der generellen Daseinsberechtigung der Apokryphen in der Bibel (wobei die Nichtzugehörigkeit zum Kanon sowieso unbestritten war) gewann auch im deutschsprachigen Raum zunehmend an Schärfe, zumal die Britische und Ausländische Bibelgesellschaft auch hier in großem Umfang aktiv war und sich nicht mehr gewillt zeigte, die Apokryphen in ihre Bibelausgaben aufzunehmen.
Dagegen erhoben die deutschen Lutheraner Einspruch. Zwar war es Luther selbst gewesen, auf dessen Initiative hin die Apokryphen aus dem protestantischen Bibelkanon genommen worden, aber doch hatte seine Einschätzung, sie seien nützlich und lesenswert – und damit druckwürdig – weiterhin Bestand.
Es entspann sich ein erbitterter Streit zwischen beiden Lagern. Der lutherische Auslandssekretär der BFBS, der Deutsche Carl Friedrich Adolf Steinkopf, versuchte zu vermitteln, scheiterte jedoch mit seinem Bemühen. In einer Kurzbiographie über ihn aus dem Jahr 1892 heißt es: „Unter den gehässigsten persönlichen Angriffen ward der namentlich auch gegen den Druck der katholischen Bibeln gerichtete Streit durch zwei Jahre geführt, um mit dem Sieg der Apokryphenfeinde zu enden.“ Nach der endgültigen Entscheidung der BFBS, die Apokryphen zukünftig wegzulassen, legte Steinkopf 1826 sein Amt nieder. Damit waren alle kontinentalen Bibelgesellschaften, welche die Apokryphen zuließen, von der englischen geschieden – wobei Letztere auch weiterhin für den deutschen Markt Bibeln (ohne Apokryphen) druckte.

## Folgen
Mit dem Abbruch der Verbindungen zur BFBS durch den Apokryphenstreit bildete sich eine besondere Eigenart der kontinentalen Bibelgesellschaften bezüglich der Bibelverbreitung heraus. Die bestand darin, dass man nicht nur für die Verbreitung, sondern auch für das Lesen und für das Verstehen des Wortes Gottes Verantwortung empfand. Immer wieder wurde demnach von dem Gebrauch der Bibel in Hauskreisen berichtet und auch dem Dienstpersonal das Lesen der heiligen Schrift empfohlen. Eine weitere Folge war, dass verschiedene deutsche Tochtergesellschaften der BFBS, z. B. die Schleswig-Holsteinische und die Mecklenburgische Bibelgesellschaft, sich von ihrer britischen Mutter lösten und verselbständigten.